# Steve Hickner
Stephen James "Steve" Hickner, född 10 januari 1961 i New Hampshire, är en amerikansk animatör och regissör, som arbetar för DreamWorks Animation. Han är mest känd för att vara regissör på animerade DreamWorks-filmer som Prinsen av Egypten och Bee Movie. För sin insats i den förstnämnda filmen vann han en Critics' Choice Movie Award för bästa animerade film, samt blev nominerad till en Satellite Award för bästa animerade film eller multimediafilm.

## Filmografi (i urval)

### TV-serier
| År        | Titel                                  | Noter              |
| --------- | -------------------------------------- | ------------------ |
| 1981      | Blackstar                              | storyboardkonstnär |
| 1983–1985 | He-Man and the Masters of the Universe | storyboardkonstnär |
| 2010      | Kung Fu Panda – Vinterfesten           | berättelsekonstnär |

### Filmer
| År   | Titel                                       | Noter                                |
| ---- | ------------------------------------------- | ------------------------------------ |
| 1985 | Taran och den magiska kitteln               | mellankonstnär                       |
| 1986 | Mästerdetektiven Basil Mus                  | huvudanimatörassistent               |
| 1988 | Vem satte dit Roger Rabbit                  | produktionskoordinator: animering    |
| 1989 | Den lilla sjöjungfrun                       | biträdande produktionschef: städning |
| 1991 | Resan till Amerika – Fievel i vilda västern | associerad producent                 |
| 1993 | Rex och hans vänner                         | producent                            |
| 1995 | Balto                                       | producent                            |
| 1998 | Antz                                        | ytterligare berättelsekonstnär       |
| 1998 | Prinsen av Egypten                          | regissör                             |
| 2000 | Vägen till El Dorado                        | ytterligare storyboardkonstnär       |
| 2000 | Josef: Drömmarnas Konung                    | exekutiv producent                   |
| 2004 | Hajar som hajar                             | berättelsekonstnär                   |
| 2005 | Madagaskar                                  | ytterligare berättelsekonstnär       |
| 2006 | På andra sidan häcken                       | ytterligare berättelsekonstnär       |
| 2007 | Bee Movie                                   | regissör                             |
| 2008 | Kung Fu Panda: Secrets of the Furious Five  | storyboardkonstnär                   |
| 2010 | Shrek – Nu och för alltid                   | ytterligare berättelsekonstnär       |
| 2014 | Herr Peabody & Sherman                      | storyboardkonstnär                   |
| 2015 | Home                                        | ytterligare berättelsekonstnär       |